# Сельский сход

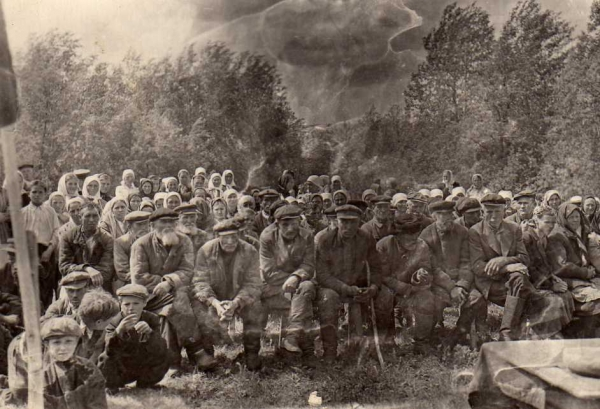
Сельский сход. Бугурусланский уезд Самарская губерния. 1900—1903 годов.

Сельский сход (мирская сходка, мирской сход) — орган крестьянского самоуправления во 2-й половине XIX — начале XX веков.
Объединял всех крестьян-домохозяев, составлявших сельское общество, избирал сельского старосту и других должностных лиц. Обладал судебно-полицейской властью. Долговременно отсутствующие крестьяне могли передавать своё право голоса другому лицу.

## Проведение сходов
Крестьяне говорили так: «мир собрался», «мир порешил», «мир выбрал», вкладывая значение высшей духовно-нравственной инстанции — «мир крещённый», «мир христианский». Мир являл для крестьян высшую инстанцию, выше которой только царь.
Сельские сходы в зимнее время обычно проходили в съезжей избе или «въезжих» домах, которые снимало общество. В летнюю пору мирской сход собирался возле дома старосты или на сельской площади. Сельский сход созывался по мере необходимости, но не реже двух раз в год: весной перед началом полевых работ и поздней осенью для учёта казенных и мирских повинностей.
Для решения волостных вопросов (нескольких общин) на сходах выбирались представители каждой сельской общины.

## Вопросы сходов
Ведению сельского схода подлежали:
- Выборы сельского старосты и других должностных лиц (если они имелись).
- Замещение должностей десятских и сотских (местные чины полиции, содержимые за счёт крестьян), до 1903 года.
- Все дела, относящиеся к общинному пользованию мирской землёй: передел земель, выделение земель в частную собственность, определение правил пользования общими землями, продажа и покупка обществом земли и т. д.
- Раскладка между крестьянами земских и государственных сборов.
- Установление и раскладка мирских сборов в пользу самих обществ.
- Исключение из крестьянских обществ тех, чье пребывание угрожает местному благосостоянию и безопасности (практически высылка, требовало утверждения губернским присутствием);
- Увольнение из общества и прием новых членов.
- Разрешение семейных разделов.
- Управление общественными продовольственными капиталами и хлебными запасами.

Постановления сельского схода требовали большинства голосов. Особо важные постановления (продажа и покупка общинной земли, переход от общинного пользования землёй к участковому или подворному, передел земли) требовали двух третей голосов.
В тех случаях, когда в одном селении было несколько сельских обществ, для решения общих для селения вопросов созывались также и селенные или волостные сходы.